# Arroyo Yerbalito (Cerro Largo)
El arroyo Yerbalito es un curso de agua uruguayo, ubicado en el departamento de Cerro Largo, nace en la Sierra de Ríos, y desemboca en el río Yaguarón.